# Wané
 (mars 2021).
Si vous disposez d'ouvrages ou d'articles de référence ou si vous connaissez des sites web de qualité traitant du thème abordé ici, merci de compléter l'article en donnant les références utiles à sa vérifiabilité et en les liant à la section « Notes et références ».
Le wané, aussi écrit hwané ou ngwané, est une langue krou orientale parlée en Côte d'Ivoire.
Son plus proche parent est le bakwé, langue avec laquelle le wané n'est pas immédiatement intelligible, bien que certains jeunes Wanés parlent cette langue.